# Wz. 2005 Jantar突擊步槍
wz. 2005 Jantar是波蘭製的5.56×45 NATO口徑突擊步槍原型槍，採用犢牛式設計佈局，設計基礎來自Wz. 1996鈹式突擊步槍。由波蘭本國的Wojskowa Akademia科技廠所設計，有來自AK槍族的血統。